# Funny How Time Flies (When You're Having Fun)
Singles de Janet Jackson
Making Love in the Rain
(1987) Miss You Much
(1989)
Pistes de Control
Let's Wait Awhile
(8)
Funny How Time Flies (When You're Having Fun) est le 7e et dernier single extrait de l'album Control  de la chanteuse américaine Janet Jackson, cette chanson est une ballade écrite par James Harris, Terry Lewis et Janet Jackson, elle apparait en dernière piste de l'album. Le single est sorti en novembre 1987 et contient en face B, la chanson When I Think of You.
La chanson n'a pas fait l'objet d'un clip et le single est sorti uniquement en Angleterre et en Australie. Janet Jackson a chanté Funny How Time Flies (When You're Having Fun) durant sa tournée Rock Witchu Tour et sa tournée State Of The World Tour en 2018.

## Accueil

### Critique
Eric Henderson de Slant Magazine pense que Jam et Lewis ont pris la « décision perverse » de mettre cette chanson à la fin. C'est une chanson « qui sonne comme l'accompagnement des premiers niveaux des préliminaires ».

## Liste des titres
Royaume-Uni & Australie (single 7")
A. Funny How Time Flies (When You're Having Fun) – 4:29
B. When I Think of You – 3:57
Royaume-Uni (single 12")
A1. Funny How Time Flies (When You're Having Fun) – 4:29
A2. Nasty (Cool Summer Mix - Part One) – 7:57
B1. When I Think of You (Dance Remix) – 6:25

## Compléments